# مارتن ماكنيل
مارتن ماكنيل (بالإنجليزية: Martin McNeil)‏ هو لاعب كرة قدم بريطاني في مركز قلب الدفاع، ولد في 28 سبتمبر 1980 في روثرجلين ‏ في المملكة المتحدة. لعب مع كامبريدج يونايتد ونادي توركي يونايتد ونادي كينغز لين.

## وصلات خارجية
- مارتن ماكنيل على موقع قاعدة بيانات كرة القدم.إي يو (الإنجليزية)
- مارتن ماكنيل على موقع Soccerbase.com (لاعب) (الإنجليزية)